# 트러시 린드
트레이시 린드(Traci Lind, 1968년 4월 1일 ~ )는 미국의 배우이다.
켄터키주에서 태어났다.

## 출연 작품
- 폭력의 종말 (1997년)
- 코드 네임: 울버린 (1996년)
- 레이디 X (1994, Model by Day)
- 로드 투 웰빌 (1994년) - 간호사 아이린 그레이브스 역
- 쟈니와 미씨 (1993년)
- 사랑과 슬픔의 여로 (1991년) - 샬린 역
- 벅시 (1991년)
- 시녀 이야기 (1990년)
- 서바이벌 퀘스트 (1989년)
- 최후의 생존자 (1988년)
- 카사노바 (1987년)
- 나의 작은 소녀 (1986, My Little Girl)